# Cyril Ramaphosa
Cyril Ramaphosa (Soweto, 17 de noviembre de 1952) es un político, empresario y activista sindical sudafricano que se desempeña como el actual presidente de Sudáfrica desde 2018. Fue presidente adjunto durante la presidencia de Jacob Zuma.
Empresario de éxito, y hábil negociador, posee un patrimonio valorado en 450 millones de dólares, en 2018. Tiene 31 propiedades y Pertenece a la etnia venda. Fue elegido presidente del Congreso Nacional Africano (ANC) en el Congreso del partido realizado en Nasrec, al sur de Johannesburgo, en diciembre de 2017. Es también el presidente de la Comisión de Planificación Nacional, la cual es responsable para planificación estratégica para el futuro de Sudáfrica, con el objetivo de reunir a la nación «en torno a un conjunto común de objetivos y prioridades para impulsar el desarrollo a largo plazo».
Ramaphosa fue el principal negociador del And durante la transición a la democracia en Sudáfrica. Ramaphosa creó el mayor y más poderoso sindicato del país, el Sindicato Nacional de Mineros (NUM). Desempeñó un papel crucial, junto con Roelf Meyer, del Partido Nacional, durante las negociaciones para lograr el fin pacífico del apartheid y dirigir el país hacia sus primeras elecciones plenamente democráticas en abril de 1994, cuyo desenlace fue la elección de Nelson Mandela como futuro presidente. A partir de 1997, Ramaphosa se dio a conocer como empresario, entre otras cosas como propietario de McDonald's South Africa, presidente del consejo de administración de MTN y miembro del consejo de administración de Lonmin. Ha sido criticado por la conducta de sus intereses empresariales, incluyendo su dura postura —como director de Lonmin— hacia la huelga de los mineros de Marikana en la semana previa a la masacre de Marikana.
El 10 de febrero de 2020, Cyril Ramaphosa asumió la presidencia de la Unión Africana, sucediendo a Abdelfatah El-Sisi.

## Biografía
Ramaphosa nació en Soweto, Johannesburgo, el 17 de noviembre de 1952, de padres venda Es el segundo de los tres hijos de Erdmuth y del policía retirado Samuel Ramaphosa. Estudió en la escuela primaria Tshilidzi y en el instituto Sekano Ntoane de Soweto. En 1971, se matriculó en el instituto Mphaphuli de Sibasa (Venda), donde fue elegido jefe del Movimiento Estudiantil Cristiano. Posteriormente, se matriculó para estudiar Derecho en la Universidad del Norte (Turfloop), en la provincia de Limpopo, en 1972.
Durante su estancia en la universidad, Ramaphosa se implicó en la política estudiantil y se unió a la Organización de Estudiantes Sudafricanos (SASO) y a la Convención del Pueblo Negro (BPC), lo que le llevó a estar detenido en régimen de aislamiento durante once meses en 1974, en virtud del artículo 6 de la Ley de Terrorismo de 1967, por organizar mítines a favor de Relimo. En 1976 fue detenido de nuevo, tras los disturbios de Soweto, y recluido durante seis meses en la plaza John Vorster en virtud de la Ley de Terrorismo. Tras su liberación, se convirtió en empleado de un bufete de abogados de Johannesburgo y continuó con sus estudios jurídicos por correspondencia en la Universidad de Sudáfrica (UNISA), donde obtuvo el título de B. Proc. En 1981 obtuvo el título de licenciado en Derecho.

## Controversias
La masacre de Marikana, como se denomina en los medios de comunicación, se produjo cuando la policía disolvió una ocupación de los trabajadores de Lonmin en huelga en una "koppie" (cima de una colina) cerca del asentamiento de chabolas de Nkaneng en Marikana el 16 de agosto de 2012. Como resultado de los disparos de la policía, 34 mineros murieron y otros 78 resultaron heridos, lo que provocó la ira y las protestas contra la policía y el gobierno sudafricano. Surgió una nueva controversia al descubrirse que la mayoría de las víctimas recibieron disparos por la espalda y que muchas de ellas fueron abatidas lejos de las líneas policiales. La violencia del 16 de agosto de 2012 fue el uso más letal de la fuerza por parte de las fuerzas de seguridad sudafricanas contra civiles desde el final de la era del apartheid.
En agosto de 2017, el Sunday Independent publicó un artículo en el que se afirmaba que Ramaphosa había tenido varias relaciones extramatrimoniales, incluso con algunas mujeres a las que había dado dinero. Ramaphosa negó las acusaciones, alegando que tenían una motivación política para hacer descarrilar su campaña presidencial.
Ramaphosa ha sido criticado por la conducta de sus intereses empresariales, aunque nunca ha sido acusado de actividad ilegal en ninguna de estas controversias. Entre sus controvertidos negocios se encuentran su empresa conjunta con Glencore y las acusaciones de haberse beneficiado ilegalmente de los acuerdos sobre el carbón con Eskom, que él ha negado rotundamente, durante el cual Glencore estuvo en el punto de mira de la opinión pública por sus tendenciosas actividades comerciales con Tony Blair en Oriente Medio; también se ha descubierto que su hijo, Andile Ramaphosa, aceptó pagos por un total de R2 millones de Bosasa, la empresa de seguridad implicada en la corrupción y la captura del Estado por la Comisión Zondo.
El 9 de febrero de 2020, unos 4 millones de dólares en efectivo fueron robados de la granja de caza Phala Phala de Ramaphosa en Limpopo. En octubre de 2024, el Tribunal Constitucional de Sudáfrica anunció que tomaría una decisión en noviembre sobre una denuncia presentada por dos partidos de la oposición para reiniciar el proceso de destitución contra Cyril Ramaphosa, que implicaba más de 500.000 dólares estadounidenses, en efectivo que fue escondido en un sofá en su rancho y luego robado.